# レイナルト・ヤンセ・ファン・レンスブルフ
レイナルト・ヤンセ・ファン・レンスブルフ（Reinardt Janse Van Rensburg、1989年2月6日 - ）は、南アフリカ共和国出身の自転車競技（ロードレース）選手。

## 経歴
2010年、MTN・クベカにてプロキャリアスタート。
2013年、アルゴス・シマノに移籍。
2015年、MTN・クベカに移籍。
2016年、ツール・ド・ランカウイにて総合優勝。2013年ぶりの勝利を獲得した。

## 主な戦績

### 2009年
- アフリカ選手権　優勝（チームタイムトライアル）

### 2010年
- 南アフリカ共和国選手権　優勝（個人タイムトライアル）
- ツアー・オブ・ルワンダ　総合3位（第1ステージ優勝）

### 2011年
- ツール・ド・モロッコ　区間優勝（第2ステージ）
- ヘラルド・サン・ツアー　区間優勝（第2ステージ）
- ツアー・オブ・ハイナン　総合2位

### 2012年
- 南アフリカ共和国選手権　優勝（個人タイムトライアル）
- ツール・ド・モロッコ　総合優勝、ポイント賞（第1,5,6,8ステージ）
- ツール・ド・ブルターニュ　総合優勝（第4ステージ）
- ロンド・ファン・オヴェライセル　総合優勝（プロローグ優勝）
- シルキュイ・ド・ワロニー　優勝
- フレッシュ・デュ・スュド　ポイント賞
- ロンド・ファン・ゼーラント・セアポルツ　優勝
- ポルトガル一周　ポイント賞（プロローグ、第10ステージ優勝）

### 2013年
- バンシュ〜トゥルネ〜バンシュ＝メモリアル・フランク・ファンデンブルック　優勝

### 2016年
- ツール・ド・ランカウイ　総合優勝

### 2017年
- 南アフリカ共和国選手権　優勝（ロードレース）

### 2022年
- 南アフリカ共和国選手権　優勝（ロードレース）